# Јулија Пидлужна
Јулија Витаљевна Пидлужна (рус. Юлия Витальевна Пидлужная, Свердловск, 1. октобар 1988) руска је атлетичарка специјалиста за скок удаљ. Чланица је АК Луч.

## Спортска биографија
У марту 2011. године, Јулија Пидлужна на Европском првенству у дворани, освојила је бронзану медаљу уз нови лични рекорд 6,75 м. што је било само 5 цм мање од победничког скока њене земљакиње Дарије Клишине, а 4 цм иза другопласиране португалке Наиде Гомес.

## Значајнији резултати
| Датум              | Такмичење                      | Место                 | Пласман            | Резултат           |
| Представљао Русију | Представљао Русију             | Представљао Русију    | Представљао Русију | Представљао Русију |
| ------------------ | ------------------------------ | --------------------- | ------------------ | ------------------ |
| 2005               | Светско првенство младих       | Маракеш, Мароко       | 9                  | 6,01 м             |
| 2006               | Светско јуниорско првенство    | Пекинг, Кина          | 10.                | 6,18 м             |
| 2007               | Европско јуниорско првевенство | Хенгело, Холандија    |                    | 6,28               |
| 2011               | Европско првенство у дворани   | Париз, Француска      |                    | 6,75 м ЛР          |
| 2011               | Универзијада                   | Шенџен, Кина          |                    | 6,56 м             |
| 2015               | Универзијада                   | Квангџу, Јужна Кореја |                    | 6,79 м             |

## Лични рекорди
Лични рекорди Јулије Пидлужне на њеном профилу ИААФ  дана 9.8.2015.
| Дисциплина      | Резултат | Место            | Датум                          |
| --------------- | -------- | ---------------- | ------------------------------ |
| Скок удаљ (отв) | 6,87     | Чебоксари        | 4. август 2015.                |
| Скок удаљ (зат) | 6,75     | Париз, Чељабинск | 6. март 2011. 19. јануар 2014. |